# بيير كريستن
بيير كريستن (بالفرنسية: Pierre Christin)‏ (27 يوليو 1938 - 3 أكتوبر 2024)، هو كاتب قصص مصورة فرنسي، ولد في 27 يوليو 1938 في سان ماندي في فرنسا.

## وصلات خارجية
- بيير كريستن على موقع IMDb (الإنجليزية)
- بيير كريستن على موقع قاعدة بيانات الفيلم (الإنجليزية)